# Mariano Ignacio Prado
Mariano Ignacio Prado (Huánuco; 1826 — París; 1901) foi um político e Presidente do Peru.

## Biografia
Nascido em Huánuco em 18 de dezembro de 1825, estudou em Huánuco e depois em Lima. Entrou cedo no exército e serviu nas províncias do sul do Peru.
Em 1865, Prado liderou um golpe para derrubar o presidente Juan Antonio Pezet que, sob a ameaça de uma grande frota espanhola, cedeu a soberania sobre as Ilhas Chincha e concordou em pagar uma grande indenização à Espanha. O vice-presidente Pedro Diez Canseco tornou-se presidente provisório até que novas eleições foram realizadas no final daquele ano e que Prado venceu. Em 1866, a frota espanhola atacou e foi derrotada sob o comando do general Prado na Batalha de Dos de Mayo em Callao 1866. Seu filho de 12 anos e mais tarde herói Leôncio Prado participou da batalha. Prado havia montado uma aliança com Chile, Bolívia e Equador, que forneceram tropas que derrotaram a Espanha. Na época, apenas o Peru tinha alguns navios navais que antes haviam forçado a frota espanhola a se retirar na Batalha de Abtao, no Chile, em 1866. Em agradecimento, o Chile conferiu a Prado o título honorário de General do Exército do Chile. Foi presidente da Câmara dos Deputados de 1874 a 1875.
Após o fim do mandato presidencial de Manuel Pardo, em 1876, Prado foi eleito presidente novamente em 2 de agosto daquele ano. Seu segundo mandato foi marcado pela Guerra do Pacífico (1879-1884), que eclodiu com o Chile. Prado assumiu o comando ativo das defesas de Tacna e Tarapacá (onde se encontrou com o presidente boliviano Hilarión Daza), com a intenção de assumir o comando dos exércitos ali reunidos. O ex-presidente Pardo havia reduzido o exército para 2.000 soldados e não conseguiu se modernizar. O presidente Prado voltou a Lima para organizar a defesa do país.
Em 1879, o Congresso do Peru autorizou o presidente Prado a deixar o país em busca de armas em Nova York e embarcações navais em Brest, na França. Em 18 de dezembro, partiu para Nova York para se encontrar com William R. Grace, fundador da W.R. Grace (fundada em Lima em 1854) e amigo do presidente Prado. Ao chegar em Nova York, foi informado de que Nicolas de Pierola havia assumido o controle da capital Lima em 23 de dezembro. Nicolas de Pierola planejava assumir o cargo há muitos anos e havia retornado a Lima de Santiago pouco antes do início da guerra com o Chile. Pierola aproveitou a viagem de Prado para afirmar que ele havia fugido do país. Essas e as acusações subsequentes foram comprovadamente falsas. Pierola administrou mal o esforço de guerra e desertou da capital quando as tropas chilenas desembarcaram em Barranco, ao sul de Lima. Apesar da ocupação de Lima, a guerra com o Chile continuou liderada pelo general Cáceres. Durante esta fase da guerra, o filho do general Prado, Leôncio, foi capturado e executado pelo Chile. O general Prado perdeu três filhos na guerra com o Chile. Um armistício foi assinado em 20 de outubro de 1883, e um tratado de paz final foi assinado em 1929 com o retorno de Tacna ao Peru. Prado foi exonerado pelo general Cáceres e retornou ao Peru.
O general Prado também foi um empresário bem-sucedido que acumulou sua fortuna antes de entrar para a política. Sua esposa Magdalena Ugarteche veio de uma rica família de negócios. Ele tinha participações em várias empresas, incluindo mineração no Peru e no Chile. Por motivos de saúde, foi para Paris em 1901, onde morreu. Seu filho Manuel Ignacio Prado Ugarteche foi duas vezes presidente do Peru.